# Język alorski
Język alorski – język austronezyjski używany w prowincji Małe Wyspy Sundajskie Wschodnie w Indonezji, na wyspach Alor i Pantar (północny rejon nadbrzeżny) oraz na niektórych okolicznych wyspach. Według danych z 1997 roku mówi nim 25 tys. osób.
Posługują się nim Alorczycy, którzy przybyli z wysp na zachód od Alor i Pantar. Jest to jedyny autochtoniczny język austronezyjski w regionie. Nie jest spokrewniony z papuaskimi językami alor-pantar. Odrębny jest także od miejscowej odmiany języka malajskiego, zwanej malajskim alorskim. Wykazuje wpływy obcego (papuaskiego) otoczenia językowego. Niegdyś (przynajmniej do poł. lat 70. XX w.) służył jako regionalna lingua franca, odnotowano jego rolę w kontaktach handlowych między Alorczykami a grupami papuaskimi.
Występuje w dwóch dialektach: alor i pantar, różniących się leksyką i cechami fonologii. Jest blisko spokrewniony z językiem lamaholot i bywa wręcz postrzegany jako jego dialekt. Oba języki nie są jednak dobrze wzajemnie zrozumiałe. Dzielą jedynie 50–60% podstawowego słownictwa, mają różne systemy zaimków i struktury dzierżawcze, ponadto w alorskim nie występują elementy morfologii znane z języka lamaholot. Jego cechy sugerują, że był intensywnie przyswajany jako drugi język, co doprowadziło do uproszczenia pewnych aspektów gramatyki. W alorskim występuje ograniczony zasób zapożyczeń leksykalnych z języków alor-pantar (zwłaszcza blagar).
Skrótowy opis jego gramatyki sporządziła lingwistka Marian Klamer – A short grammar of Alorese (Austronesian) (2011) , powstało także opracowanie poświęcone historii języka – A History of Alorese (Austronesian) (2022) . Społeczność nie wykształciła tradycji piśmienniczej.